# Februarkämpfe 1934

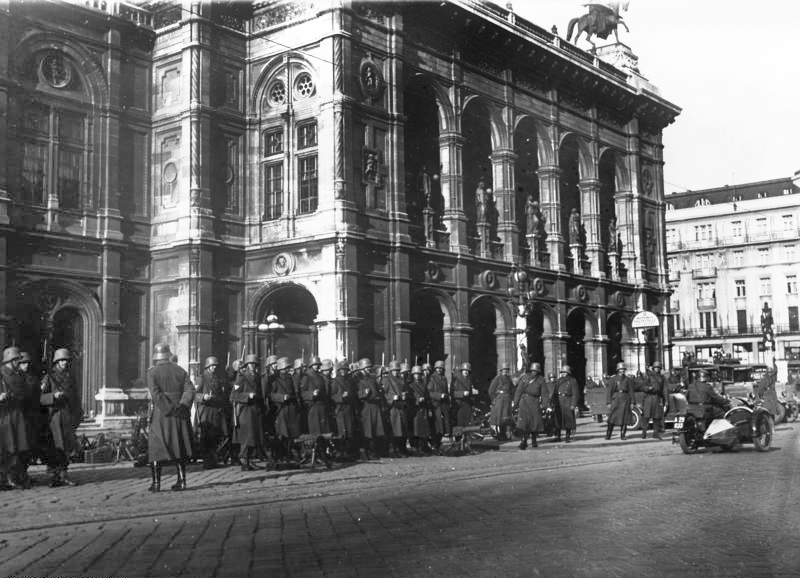
Soldaten des Bundesheeres vor der Staatsoper in Wien

Als Februarkämpfe 1934 oder Februaraufstand 1934, auch Österreichischer Bürgerkrieg, werden die bewaffneten Kämpfe in österreichischen Industrieorten vom 12. bis zum 15. Februar 1934 bezeichnet, die zu mehreren Hundert Toten führten.
Gegenüber standen sich in diesen Auseinandersetzungen:
- einerseits nicht zentral gesteuerte Teile der ihre Entwaffnung fürchtenden Sozialdemokratischen Arbeiterpartei (SDAP) bzw. von deren – im März 1933 von der Diktaturregierung Dollfuß II bereits verbotenem – Republikanischem Schutzbund,
- andererseits die den Ständestaat – der schließlich im Mai 1934 mit Rückendeckung Benito Mussolinis proklamiert wurde – anstrebende Regierung unter Bundeskanzler Dollfuß mit den ihr unterstellten Trägern der Staatsgewalt (Polizei, Gendarmerie, Bundesheer) sowie die Heimwehr, deren Bestrebungen unter dem in der Geschichtswissenschaft nicht unumstrittenen Begriff Austrofaschismus zusammengefasst werden.[4]

Auslöser für diese Ereignisse war der gewaltsame Widerstand des oberösterreichischen Schutzbundführers Richard Bernaschek und seiner Mitkämpfer gegen die Räumung des Waffenlagers des bereits verbotenen Schutzbundes im Linzer Hotel Schiff.

## Vorgeschichte
Am 12. November 1918 beschloss die Provisorische Nationalversammlung für Deutschösterreich, dass der seit 30. Oktober 1918 bestehende neue Staat eine Republik und dass er Teil der deutschen Republik sei. Auf der Rampe des Parlamentsgebäudes an der Wiener Ringstraße fand hierauf die Ausrufung der Republik statt. Erster Staatskanzler war der Sozialdemokrat Karl Renner.
In weiten Teilen der Bevölkerung wie auch unter den neuen politischen Eliten der meisten Parteien mit Ausnahme der Monarchisten und der Kommunisten war die Ansicht vorherrschend, Deutschösterreich sei als Teil der deutschen Nation anzusehen. Quer durch die politischen Lager wurde die Auffassung vertreten, dass dieser „Rest-“ bzw. „Rumpfstaat“ – beraubt der ungarischen Agrar- und der böhmischen Industriegebiete – allein nicht lebensfähig sein könne. Der noch im Frühjahr 1919 angestrebte Anschluss an das Deutsche Reich wurde aber von den Siegermächten des Ersten Weltkriegs verhindert. Sie hielten im September 1919 im (von den Deutschösterreichern als Diktat verstandenen) Vertrag von St. Germain fest, dass Österreich (der Name Deutschösterreich wurde ignoriert) unabhängig zu bleiben habe. Am 21. Oktober 1919, mit der Ratifizierung des Vertrages durch die Konstituierende Nationalversammlung, wurde daher der Staatsname „Republik Österreich“ eingeführt.
Die Wirtschaft des jungen Staates lag nach der zweijährigen inflationsbedingten Nachkriegskonjunktur darnieder. Die Hyperinflation („galoppierende Inflation“) konnte erst Anfang 1924 mit Hilfe einer Völkerbundanleihe beendet werden. Für 10.000 Kronen bekam man 1914 noch einen Häuserblock, wogegen man im Dezember 1922 dafür nur noch einen Laib Brot erhielt. Erst mit der Einführung der Schillingwährung 1925 begann ein zaghafter wirtschaftlicher Aufschwung, der jedoch lediglich ein Zwischenhoch darstellte und mit der Weltwirtschaftskrise 1929 ein jähes Ende fand. Zur latenten Strukturkrise war die große Konjunkturkrise gekommen. 1933 war etwa ein Drittel der arbeitsfähigen Bevölkerung ohne Arbeit.
Mit den Unruhen der unmittelbaren Nachkriegszeit und den wirtschaftlichen Problemen ging eine immer schärfere politische Polarisierung einher (siehe z. B. Linzer Programm der Sozialdemokraten): Hauptgegner waren einerseits die mit geringem Mandatsvorsprung regierende Christlichsoziale Partei und die vor allem in Wien starken Sozialdemokraten. Als dritte Strömung artikulierten sich die Deutschnationalen, die auch als Koalitionspartner der Christlichsozialen fungierten; sie strebten nach wie vor die Vereinigung Österreichs mit dem „Reich“ an und hatten vor allem außerhalb Wiens (etwa in der Steiermark oder in Salzburg) eine große Anhängerschaft.
Darüber hinaus spielten paramilitärische Einheiten wie die Heimwehr auf der rechten Seite des politischen Spektrums (ohne klare Parteibindung) und der Republikanische Schutzbund der Sozialdemokratischen Partei auf der linken Seite eine verhängnisvolle Rolle. Die Heimwehren verstanden sich als Schutzverbände gegen behaupteten Linksextremismus und nicht als Wächter der Demokratie. Der Schutzbund sah sich hingegen als Wächter der Republik, musste sich aber den Begriff „Diktatur des Proletariats“ im sozialdemokratischen Parteiprogramm vorhalten lassen. Paramilitärisch organisiert waren auch Verbände der in den zwanziger Jahren noch unbedeutenden NSDAP (SA und SS) sowie andere Gruppierungen.
Die politischen Gegensätze in Österreich waren groß und eskalierten schließlich 1927: In Schattendorf (Burgenland) wurden bei einem Schutzbundaufmarsch zwei Personen von Mitgliedern einer kaisertreuen Frontkämpfervereinigung erschossen, darunter ein Kind. Im Schattendorfer Urteil wurden die mutmaßlichen Täter aber von einem Geschworenengericht freigesprochen. Die am 15. Juli 1927, dem Tag nach dem Freispruch, folgenden Demonstrationen einer empörten Menge konnte die Sozialdemokratische Parteiführung nicht mehr kontrollieren. Der Justizpalast neben dem Parlament wurde in der sogenannten Julirevolte von Demonstranten gestürmt und in Brand gesetzt. Nachdem auch Polizeiwachzimmer gestürmt worden waren, bekam die Polizei von ihrem Präsidenten Johann Schober den Befehl, die Demonstration mit Waffengewalt aufzulösen, und schoss dabei auch auf Flüchtende bzw. Unbeteiligte.
Die Bilanz: 89 Tote (davon vier Polizisten), 1057 Verwundete, fast 1000 Neubeitritte zu den rechtsgerichteten Heimwehren unter ihrem Führer Ernst Rüdiger Starhemberg und – wegen der unnachgiebigen Haltung des christlichsozialen Bundeskanzlers Ignaz Seipel, der jede Kritik am überschießenden Polizeieinsatz zurückwies – bis Jahresende 28.000 Kirchenaustritte. Die endgültige Polarisierung war vollzogen. Durch diese Ereignisse wurde die Sozialdemokratie entscheidend geschwächt.
Anfang der 1930er Jahre begannen sich in einer Reihe von Staaten Europas faschistische Bewegungen durchzusetzen. Auch Österreich blieb von dieser Entwicklung nicht verschont. Vor allem die Heimwehr vertrat faschistische Ideen nach dem Vorbild Italiens. Mussolini wurde auch von der in Westeuropa isolierten Regierung als wichtigste Unterstützung gesehen.

## Ausschaltung des Nationalrats und Errichtung der Diktatur

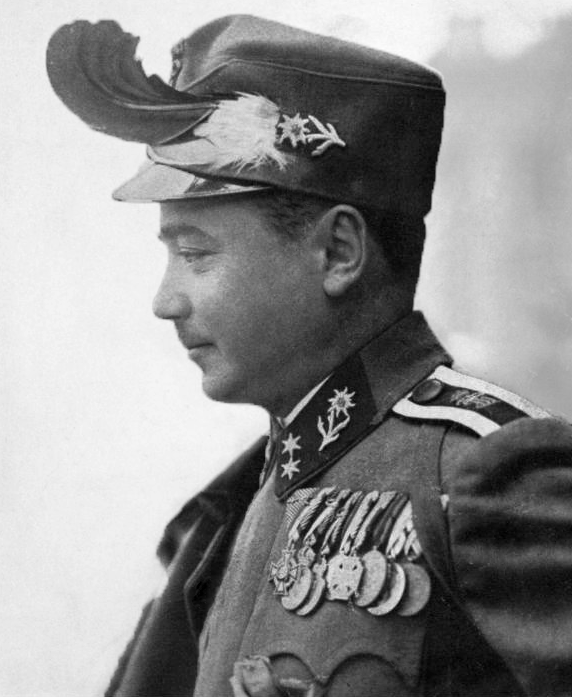
Engelbert Dollfuß (1933)

Im März 1933 schaltete der christlichsoziale Bundeskanzler Engelbert Dollfuß das Parlament aus. Eine patt ausgehende Abstimmung über die Eisenbahnergehälter und taktisch bedingte Rücktritte der drei Parlamentspräsidenten nutzte Dollfuß, um das Parlament für handlungsunfähig zu erklären und von der Selbstausschaltung des Nationalrats zu sprechen. Versuche, die Geschäftsordnungskrise des Parlaments verfassungsmäßig zu beheben, wurden weder von Bundespräsident Wilhelm Miklas noch von der Bundesregierung unternommen.
Im März 1933 streikten die österreichischen Eisenbahner, da ihre Gehälter in drei Etappen ausbezahlt werden sollten. Am 4. März sollte im Parlament über die Vorgangsweise gegen die Streikenden abgestimmt werden. Da jedoch alle drei Nationalratspräsidenten zurücktraten, um mit ihren Fraktionen zu stimmen, war das Parlament nicht mehr beschlussfähig, da die Sitzung nicht ordnungsgemäß weitergeführt und geschlossen werden konnte.
Das Notverordnungsrecht der Bundesregierung war einst durch das Kriegswirtschaftliche Ermächtigungsgesetz aus dem Jahre 1917 etabliert und in der Nachkriegszeit nur unzureichend an die republikanische Verfassung angepasst worden. Dieses Recht wurde benutzt, um ohne Volksvertretung regieren zu können. Das versuchte neuerliche Zusammentreten des Nationalrats am 15. März 1933 (der dritte Präsident, ein Großdeutscher, hatte seinen Rücktritt widerrufen) wurde mit Polizeigewalt unterbunden.
Außerdem wurde der Verfassungsgerichtshof durch den Rücktritt seiner christlichsozialen Mitglieder lahmgelegt, da weder Bundespräsident noch Bundeskanzler für die Berufung neuer Richter sorgten. Der Weg in einen autoritären Ständestaat nach dem Vorbild des faschistischen Italien war damit beschritten. Dollfuß gründete am 20. Mai 1933 die Vaterländische Front als Sammelbecken aller sogenannt vaterländisch und christlich denkenden Österreicher.
Am 31. März 1933 wurde der Republikanische Schutzbund der Sozialdemokraten verboten. Nach bewaffneten Auseinandersetzungen wurde am 26. Mai 1933 auch die Kommunistische Partei Österreichs (KPÖ) verboten.
Sprengstoffanschläge führten am 19. Juni 1933 zum Verbot des Steirischen Heimatschutzes und der NSDAP, die von da an – ebenso wie der Republikanische Schutzbund und die KPÖ – im Untergrund agierte.
Im Juli 1933 wurde die „Schutzkorpsverordnung“ erlassen, mit der als Hilfstruppe für die Exekutive das sogenannte Schutzkorps gebildet wurde.
Nach dem Verbot der Kommunistischen Partei und deren Vorfeldorganisationen machten sich Dollfuß, seine Vaterländische Front und die Heimwehren an die Zerschlagung der letzten übrig gebliebenen Strukturen der sozialdemokratisch und marxistisch orientierten Arbeiterbewegung. Am 21. Jänner 1934 wurde der Verkauf der sozialdemokratischen „Arbeiter-Zeitung“ verboten. Drei Tage später erging der Befehl zur Durchsuchung von Parteigebäuden und Wohnungen nach Waffen des Schutzbundes. Die Spitzen der österreichischen Sozialdemokratie hatten gegen die schrittweise Entmachtung und Wehrlosmachung ihrer Bewegung kein Rezept.

## Aufstand oder Bürgerkrieg

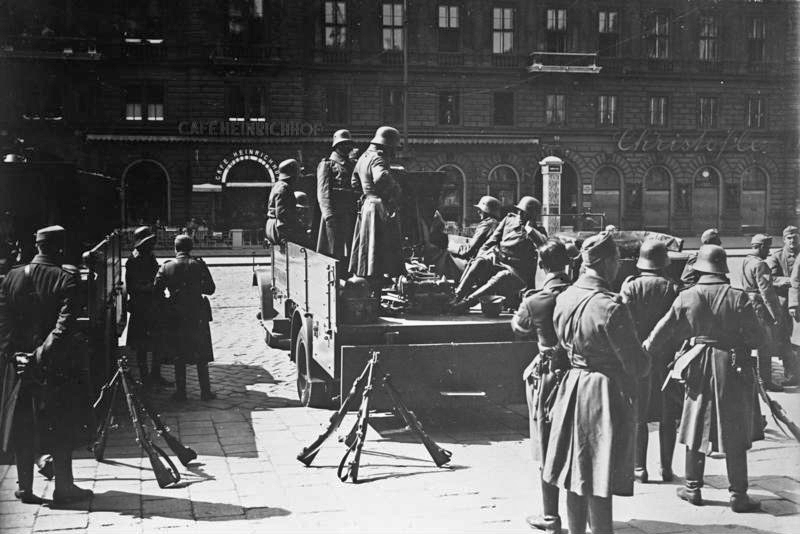
Soldaten des Bundesheeres vor der Staatsoper

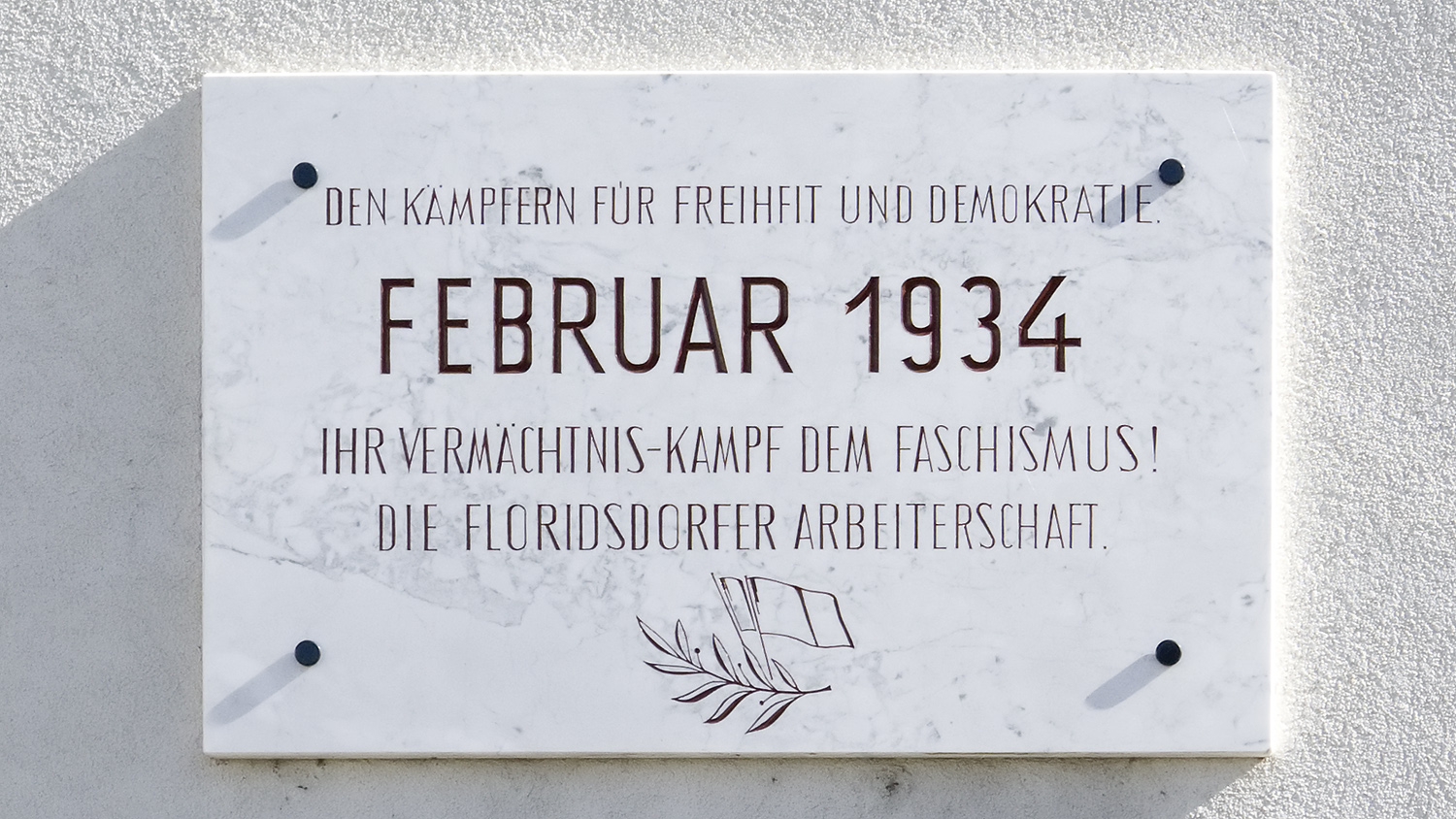
Gedenktafel am Schlingerhof in Floridsdorf

Als jedoch in den Morgenstunden des 12. Februars 1934 die Polizei im Linzer Parteiheim der Sozialdemokraten, dem Hotel Schiff, nach Waffen suchen wollte, um die (von Dollfuß befohlene) Entwaffnung der Sozialdemokraten fortzusetzen, widersetzten sich die Schutzbündler unter dem lokalen Schutzbundkommandanten Richard Bernaschek. Vor dem Parteiheim eröffneten Schutzbündler das Feuer. Ein in der Nacht vom 11. zum 12. Februar 1934 an Bernaschek geschicktes, verschlüsseltes Telegramm der sozialdemokratischen Parteispitze, das ihn dringend vor einer Aktion warnte und ihn anwies, die Entscheidungen der Parteileitung abzuwarten, wurde von den Behörden abgefangen und erreichte seinen Empfänger nicht:

„Tantes Zustand fast hoffnungslos. Verschiebe deshalb Operation bis nach Ärztekonsilium am Montag.“

Kinderfreunde-Sekretär Alois Jalkotzy hingegen erreichte telefonisch nach längerem Bemühen die Kanzlei der Kinderfreunde im Hotel Schiff und gab folgende Nachricht durch:

„Das Befinden des Onkel Otto und der Tante wird sich erst morgen entscheiden. Ärzte raten abwarten, vorerst noch nichts unternehmen.“

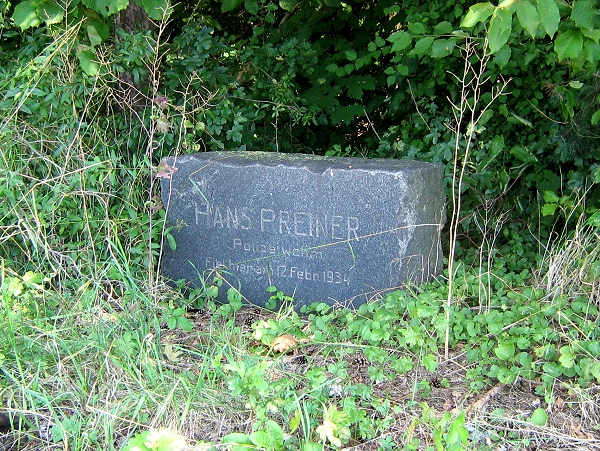
Gedenkstein für Hans Preiner, ein Opfer des Februaraufstandes

Der Widerstand gegen die Entwaffnung in Linz sprach sich sehr schnell herum: Der Aufstand griff auf größere Teile des Landes über. Vor allem in Wien und anderen Industriestädten (Steyr, St. Pölten, Weiz, Eggenberg bei Graz, Kapfenberg, Bruck an der Mur (auch Obersteiermark), Ebensee, Wörgl) wurde einige Tage lang heftig gekämpft. Zentren des Aufstands in Wien waren Arbeiterheime und Gemeindebauten (Karl-Marx-Hof im 19. Bezirk, Goethehof in Kaisermühlen im 2. heute 22. Bezirk, Sandleitenhof 16., Reumannhof 5., Schlingerhof 21. Bezirk).
Vor allem Stabschef Alexander Eifler hatte seit 1931 für den Schutzbund Pläne für Kämpfe in Graz, den steirischen Industriegebieten und Wien ausgearbeitet. Auch für Linz und Salzburg gab es Kampf- und Alarmpläne. Dabei sollte durch Angriff ein Zusammenwirken von Polizeikräften und Bundesheer unterbunden werden. Kasernen, Polizeikommissariate und Wachstuben sollten durch Barrikaden abgeriegelt und dann gestürmt werden. Es sollte versucht werden, in Handstreichen Geiseln aus der Wiener Regierung und den Verwaltungsbehörden der Bundesländer zu nehmen, um mit einem Generalstreik die Kommunikation lahmzulegen und den Gegner vom Nachschub abzuscheiden. Im Falle des Scheiterns wollte man sich in den großen Arbeitersiedlungen, Parteiheimen und den großen Wiener Wohnblöcken solange verteidigen, bis man eine Verbindung zu den übrigen Kampfschauplätzen haben würde oder die Gegenseite den Kampf eingestellt hätte. In groben Zügen kannten Exekutive und Bundesheer diese Pläne schon vor dem Februar 1934. Als Gegenmaßnahmen hatten sie eine Mobilisierung des Bundesheeres und der bürgerlichen Wehrverbände vorgesehen, um in einem Präventivschlag die Führer des Schutzbundes festzunehmen. Seit dem Frühjahr 1932 hatten außerdem Planspiele stattgefunden, die zu militärischen Richtlinien für den Häuserkampf in Städten führten. Dabei wurde ein eskalierender Waffeneinsatz festgelegt, der sich von der leichten Infanteriewaffe bis zur Artillerie steigerte. Die Polizei war für den Bürgerkrieg reorganisiert und etwa in Wien mit Panzerwagen ausgestattet worden.
Vom Ausbruch der Kämpfe wurden sowohl die sozialdemokratische Parteileitung als auch die Bundesregierung überrascht. Aufgrund von Differenzen innerhalb der Führerschaft waren die Sozialdemokraten aber zu keinem Zeitpunkt in der Lage, ihr Vorgehen zu koordinieren. Die Bundesregierung setzte hingegen alle ihre Präventivmaßnahmen in Kraft. Die Kämpfe wurden überwiegend von der Exekutive geführt, aber zumeist durch das Bundesheer entschieden. In der Regel versuchten die Polizeikräfte, Ansammlungen von Schutzbündlern zu zerstreuen, Hausdurchsuchungen und Verhaftungen vorzunehmen. Kam es zu Widerstand der Schutzbündler, wurden militärische Verstärkungen herangeführt, die umkämpften Lokalitäten abgeriegelt und der Widerstand niedergeschlagen. In den großen Städten wurden dabei auch die angrenzenden Bezirke und Stadtteile abgeriegelt. Begleitend wurde das Standrecht ausgesprochen, Ausgehverbote verhängt und Schulen geschlossen. In den großen Widerstandszentren war das Bundesheer in verstärkter Kompanie- bis Bataillonsstärke mit schweren Infanteriewaffen und Artillerie eingesetzt, wobei der Einsatz der Artillerie von vornherein vorgesehen war und, wie der Historiker Kurt Peball in den Akten feststellte, „durchaus mit gefechtsmäßig scharfer Munition“ erfolgte.
In weiten Teilen des Landes (Niederösterreich, Kärnten, Salzburg, Tirol, Vorarlberg und Burgenland) herrschte dagegen vollständige Ruhe; führende Sozialdemokraten in Kärnten und Vorarlberg distanzierten sich von vornherein von dem Aufstandsversuch. Der Bürgermeister von Klagenfurt sowie der stellvertretende Landeshauptmann von Kärnten erklärten ihren Austritt aus der Sozialdemokratischen Partei.
Es wäre also falsch, ein Bild zu zeichnen, nach dem ganz Österreich, oder auch nur die Bundeshauptstadt Wien, sich in völligem Aufruhr befunden hätte. In den Tageszeitungen der damaligen Tage finden sich nur kleinere Berichte über diese Revolte. Charakteristisch mag auch ein Bericht von Stefan Zweig sein, der als Zeitzeuge und als der Sozialdemokratie zugeneigter Beobachter Folgendes zu Papier bringt:

„Wer sich vorgesetzt hat, ein möglichst ehrliches und anschauliches Bild seiner Zeit zu geben, muß auch den Mut haben, romantische Vorstellungen zu enttäuschen … So sonderbar es scheinen mag: ich war an diesen historischen Februartagen 1934 in Wien und habe nichts gesehen von den entscheidenden Ereignisse, die sich in Wien abspielten und nichts, auch nicht das mindeste davon gewußt, während sie geschahen. Es wurde mit Kanonen geschossen, es wurden Häuser besetzt, es wurden Hunderte von Leichen davongetragen – ich habe nicht eine einzige gesehen. … Alles ging im innern Kreise der Stadt ebenso ruhig und regelmäßig weiter wie sonst, während in den Vorstädten der Kampf wütete, und wir glaubten töricht den offiziellen Mitteilungen, dass alles schon beigelegt und erledigt sei.“

Polizei, Bundesheer und die sie unterstützenden Heimwehrabteilungen konnten schließlich den schlecht vernetzten, verzweifelt kämpfenden Schutzbund relativ leicht besiegen. Der wohl wichtigste Grund dafür war die Nichtbefolgung des Aufrufs zum Generalstreik; ebenso blieb die erhoffte Solidarisierung der Exekutive mit den Aufständischen aus – Bundesheer, Polizei und Gendarmerie verhielten sich loyal zum diktatorischen Staat. Darüber hinaus wirkten sich das Ungleichgewicht der Kräfte sowie der Artillerieeinsatz des österreichischen Bundesheeres entscheidend aus.
Das Dollfuß-Regime veröffentlichte am 1. März 1934 eine Aufstellung, wonach an Zivilisten 170 Männer, 21 Frauen und zwei Kinder bei den Kämpfen getötet und 493 verwundet worden seien, während es auf Seiten der Exekutive 104 Tote und 309 Verwundete gegeben habe. Sozialdemokraten und Kommunisten bezweifelten diese Zahlen. Der britische Journalist George Eric Rowe Gedye schätzte 1500 bis 2000 Tote und 5000 Verwundete. Der Historiker Kurt Peball übernahm diese Zahlen, während Gerhard Botz sie für zu hoch hielt. Botz schätzte zwischen 196 und 270 Tote auf Seiten der Zivilbevölkerung sowie 124 Todesopfer auf Regierungsseite. Der Bürgerkrieg bzw. Februaraufstand kostete nach Erhebung des Historikers Kurt Bauer (basierend auf seiner Datenbank der Februaropfer) insgesamt 357 Tote. Auf Seiten der Exekutive/Regierungskräfte (Bundesheer, Polizei, Gendarmerie, Freiwilliges Schutzkorps) gab es 112 Tote, ebenso wurden mindestens 112 Unbeteiligte (Nicht-Kombattanten, Zufallsopfer) getötet. Da in 44 weiteren Fällen bisher keine eindeutige Zuordnung möglich ist, gab es auf Seiten der Aufständischen (Republikanischer Schutzbund und Verbündete) also zwischen 89 und 133 Toten. Am 14. Februar streckten die letzten Aufständischen in Wien-Floridsdorf die Waffen.

## Nach den Kämpfen

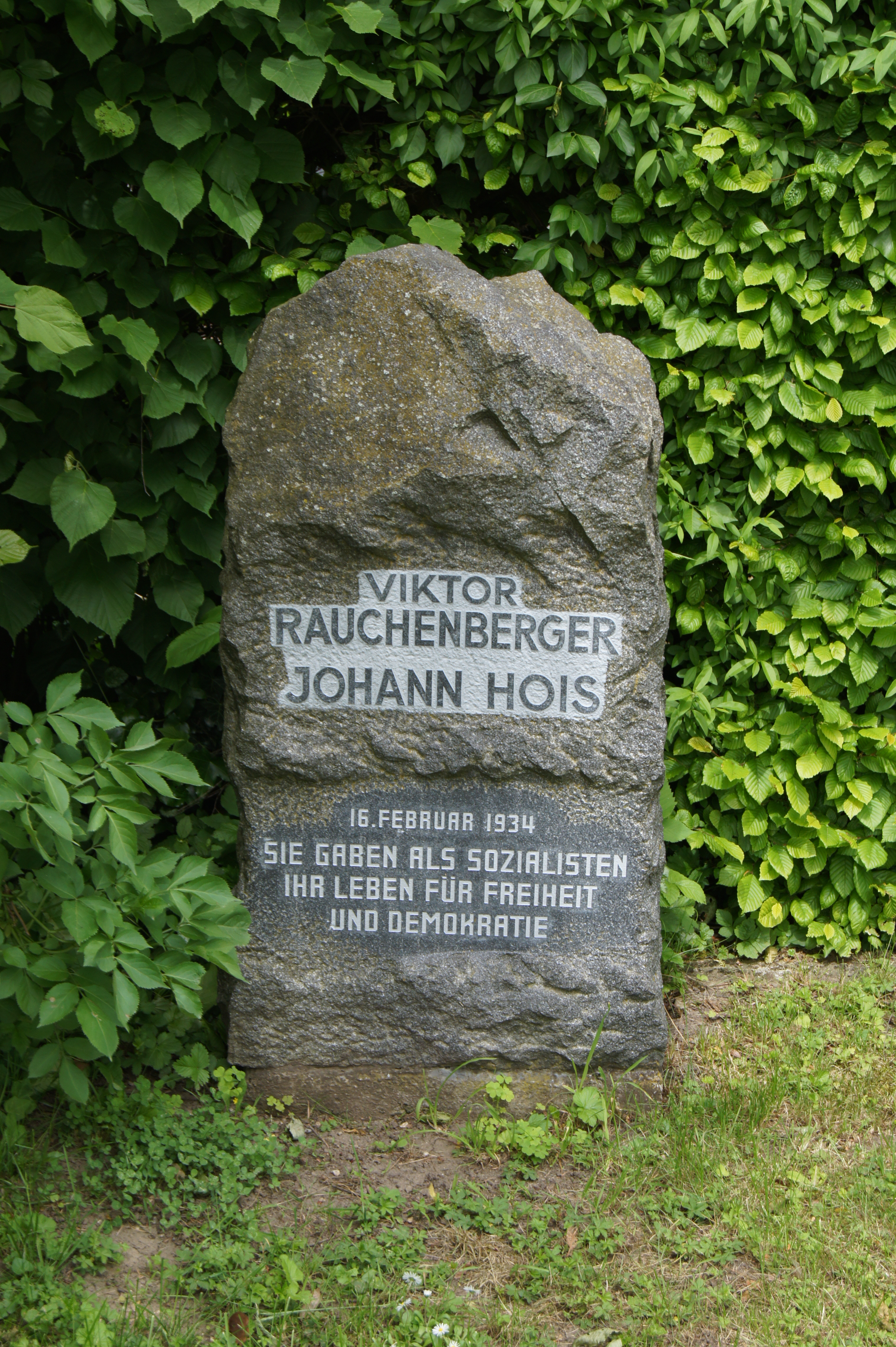
Hauptfriedhof St. Pölten:
Grabstein für Viktor Rauchenberger und Johann Hois, hingerichtet am 16. Februar 1934

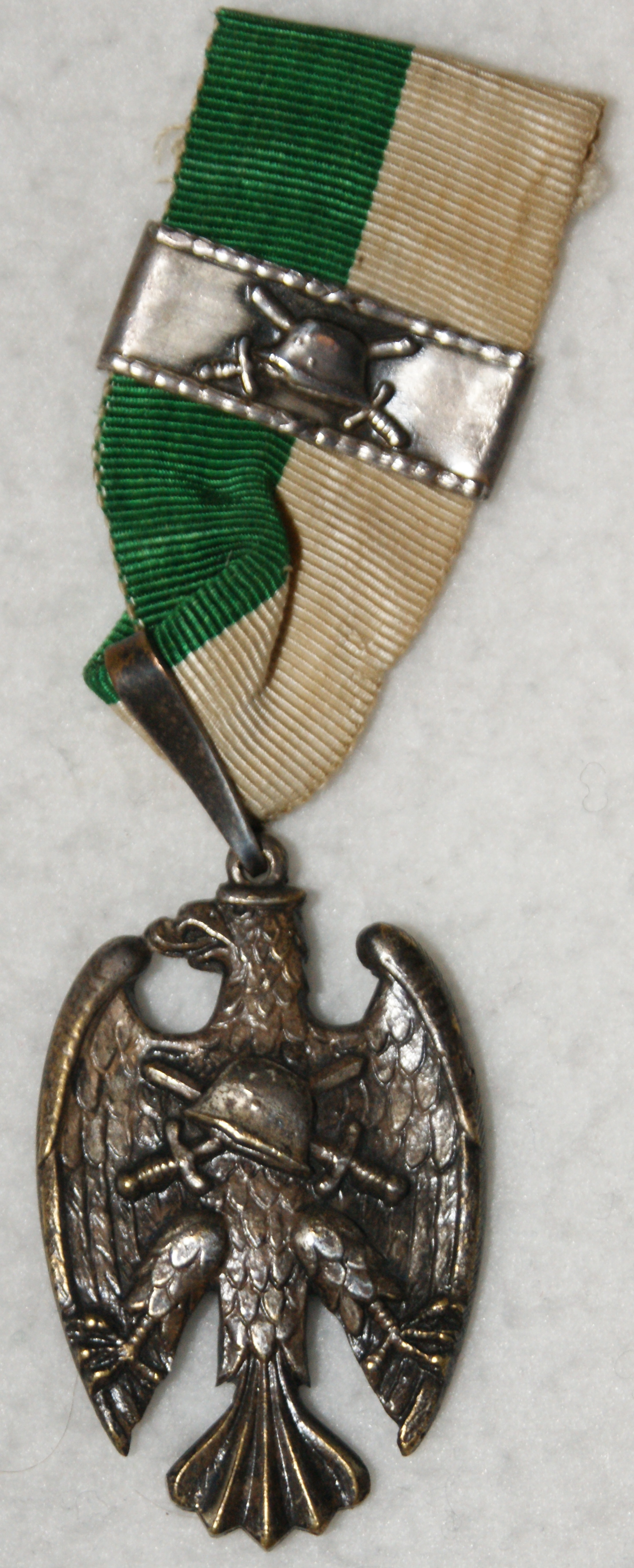
Abzeichen der Heimwehr zur Erinnerung an die Februarkämpfe 1934

Die Regierung Dollfuß ließ in der Folge viele Verhaftungen vornehmen. Bereits am 11. November 1933 war das Standrecht über ganz Österreich verhängt worden, womit für bestimmte Verbrechen (Mord, Brandstiftung und boshafte Sachbeschädigung) die Todesstrafe wieder eingeführt wurde. Die Angeklagten wurden dabei durch Standgerichte, die aus vier Berufsrichtern bestanden, binnen drei Tagen in einem abgekürzten Verfahren abgeurteilt. Vor dem Februar 1934 waren durch Standgerichte in zwei Kriminalfällen Todesurteile verhängt worden, von denen eines (gegen Peter Strauß) auch vollstreckt wurde. Am 12. Februar 1934 wurde das Standrecht per Notverordnung auch für den Tatbestand des „Aufruhrs“ verkündet, so dass Schutzbündler, die bewaffnet gefangen genommen worden waren, durch Standgerichte zum Tode verurteilt werden konnten.
Der deutsche Politikwissenschaftler Everhard Holtmann kritisiert in seiner Darstellung die Standgerichtsbarkeit. Im Verfahren gegen Emmerich Sailer, Josef Kastinger und drei weitere Schutzbündler aus Wien-Margareten habe sich das Standgericht beispielsweise auf die polizeilichen Angaben gestützt, obwohl die Angeklagten davon berichteten, dass ihre „Geständnisse“ gewaltsam erzwungen worden seien. Holtmann sieht in Richtersprüchen wie den Todesurteilen gegen Sailer und Kastinger „nicht etwa nur simple prozessurale Fahrlässigkeit, sondern Voreingenommenheit und eine über die institutionalisierten Unterdrückungsmechanismen hinausweisende, subjektive Bereitschaft, dem Regime bei der gewaltsamen und rechtswidrigen Ausschaltung der sozialdemokratischen Arbeiterbewegung mittels tendenziöser Rechtsprechung zu assistieren“. Für den Historiker Winfried R. Garscha war die nachträgliche Begnadigung der meisten der zum Tode Verurteilten politischer Taktik geschuldet, die an der prinzipiellen Haltung der Richterschaft nichts geändert habe. Emmerich Tálos charakterisiert das Vorgehen der Gerichte nach dem 12. Februar als „eindrückliches Beispiel für politische Tendenzjustiz“. Die Härte von Regierung und Justiz werde auch an dem Vorgehen gegen Koloman Wallisch deutlich. Die Wirksamkeit des Standrechts wurde verlängert, um ihn zum Tode verurteilen zu können.
Nach den Februarkämpfen verurteilten die Standgerichte 24 Personen zum Tode, von denen 15 begnadigt wurden. Neun Männer, teils prominente Schutzbündler, wurden hingerichtet:
- Karl Münichreiter – hingerichtet am 14. Februar 1934 in Wien
- Georg Weissel – hingerichtet am 15. Februar 1934 in Wien
- Emil Swoboda – hingerichtet am 15. Februar 1934 in Wien
- Johann Hois – aus Rohrbach an der Gölsen, hingerichtet am 16. Februar 1934 in St. Pölten
- Viktor Rauchenberger – aus Rohrbach an der Gölsen, hingerichtet am 16. Februar 1934 in St. Pölten
- Josef Stanek – hingerichtet am 17. Februar 1934 in Graz
- Josef Ahrer – hingerichtet am 17. Februar 1934 in Steyr
- Koloman Wallisch – hingerichtet am 19. Februar 1934 in Leoben
- Anton Bulgari – hingerichtet am 22. Februar 1934 in Linz

Die Vollstreckung der Todesurteile an den Aufständischen war selbst auf Seiten der Verantwortlichen der Regierung umstritten. Heimwehrführer Starhemberg sah darin keinen Sinn und schmähliche Rache, während Heimwehrführer Emil Fey darauf bestand. Gnadengesuche von Kardinal Theodor Innitzer und dem Heiligen Stuhl wurden ignoriert. Schon im Herbst 1933 war in Wöllersdorf das Anhaltelager Wöllersdorf für Gegner des Regimes eingerichtet worden. Zu Beginn wurden dort in erster Linie Kommunisten und Nationalsozialisten interniert, nach dem Februar 1934 auch Sozialdemokraten.
Die sozialdemokratische Parteileitung unter Otto Bauer (führender Theoretiker des Austromarxismus), Julius Deutsch und anderen flüchtete noch am 13. Februar 1934 in die Tschechoslowakei, was von den Vertretern des Ständestaates propagandistisch ausgewertet wurde. Die Sozialdemokratische Partei, die sozialdemokratischen Gewerkschaften und alle sozialdemokratischen Arbeiterorganisationen (einschließlich des Arbeiter-Samariter-Bunds) wurden verboten. Damit war die Opposition größtenteils ausgeschaltet und der Weg frei zur offiziellen Errichtung des Ständestaats durch die Maiverfassung vom 1. Mai 1934, mit deren Ausarbeitung Dollfuß Otto Ender bereits 1933 beauftragt hatte.
Eine wichtige Rolle hatte dabei der Einfluss Mussolinis gespielt, von dem die auch gegen die steigende NS-Agitation kämpfende Bundesregierung Rückendeckung erwartete. Er drängte Dollfuß seit längerem zur Abkehr von der Demokratie.
In Prag hatte auch die deutsche Sopade bereits ein Exilbüro installiert; die in die Tschechoslowakei geflüchteten österreichischen Sozialdemokraten (unter ihnen war auch der spätere Bundeskanzler Bruno Kreisky) gründeten hier im Exil die RSÖ (Revolutionäre Sozialisten Österreichs). Mit Hilfe der RSÖ wurden mittels Eisenbahn Ausgaben der verbotenen Arbeiter-Zeitung nach Österreich geschmuggelt. Bereits Anfang März erschien in der Tschechoslowakei die Broschüre Der Aufstand der österreichischen Arbeiter von Otto Bauer. Einerseits als Rechtfertigung der Sozialdemokratie, andererseits um den Ereignissen in Österreich einen tieferen Sinn zu geben. Sie wurde letztlich in mehreren Sprachen international verbreitet und die Februarkämpfe wurden international zum beachteten Beispiel des Versuchs, die Etablierung eines faschistischen Regimes bewaffnet zu verhindern. Die KPÖ organisierte bereits kurz nach dem Februar 1934 im Rahmen der Roten Hilfe eine Unterstützungsaktion für die Familien der Gefallenen und konnte bis Juli 1934 im In- und Ausland insgesamt 800.000 Schilling sammeln, wobei bei einer Aktion sogar in der Sowjetunion zahlreiche Arbeiter einen Stundenlohn für die Opfer in Österreich spendeten.
Der größte außenpolitische Gegner von Dollfuß war Hitler, der zum „Anschluss“ Österreichs an das Deutsche Reich drängte. Der Nationalsozialismus hatte damals bereits eine rapid steigende Anhängerzahl in Österreich und wäre bei Neuwahlen zu einer starken politischen Kraft geworden; die NSDAP wurde allerdings bereits vor Errichtung des Ständestaates verboten. Ein von den österreichischen Nationalsozialisten von langer Hand vorbereiteter Putschversuch fand am 25. Juli 1934 statt. Der „Juliputsch“ war erfolglos, weil auch hier die Exekutive loyal blieb; die Putschisten konnten aber bis ins Bundeskanzleramt vordringen, wo Dollfuß kurz nach 13 Uhr erschossen wurde.

## Folgen

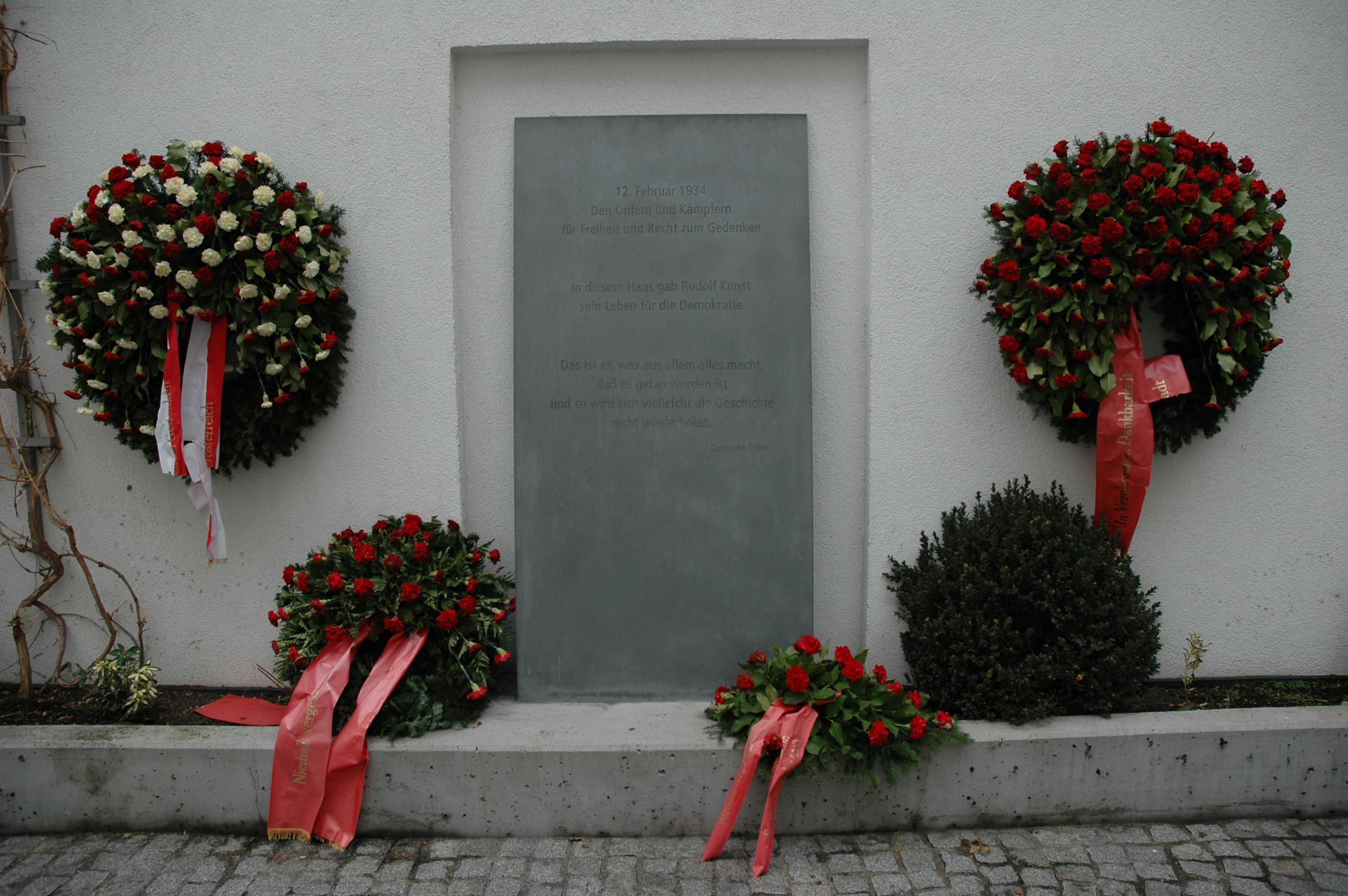
Denkmal für die Opfer und Kämpfer für Freiheit und Recht am Ausgangspunkt des Bürgerkrieges, im Innenhof des Linzer Hotels Schiff

Mit den „Februarereignissen“ und der daran anschließenden Ständeverfassung hatte sich Österreich in die Reihe der halb- bzw. volldiktatorischen Staaten Mitteleuropas gestellt und außenpolitisch von den noch verbliebenen Demokratien isoliert. Als einzige Schutzmacht gegenüber den expansionistischen Tendenzen des Deutschen Reiches in der Zeit des Nationalsozialismus verblieb nun nur mehr Italien, das jedoch seinerseits als Folge des Abessinienkrieges seine Beziehungen zum Deutschen Reich vertiefte und infolgedessen auf die Interessen Österreichs immer weniger Rücksicht nahm.
Innenpolitisch sah sich die Regierung gleichermaßen zunehmend isoliert, da sich – vor allem aufgrund der vollstreckten Todesurteile – die Sozialdemokraten von diesem Staat abwandten, etwa mit Flugblättern zum offenen Widerstand aufriefen oder aber in eine Art innere Emigration gingen. Darauf wies auch Bruno Kreisky in seiner Verteidigungsrede beim Sozialistenprozess 1936 hin: „Es ist auch möglich, dass die Regierung in einem ernsten Moment die breiten Massen zur Verteidigung der Grenzen aufrufen muss. Aber nur ein demokratisches Österreich wird dieses Volksaufgebot zustande bringen. Nur freie Bürger werden gegen die Knebelung kämpfen.“
Im Anhaltelager oder im Gefängnis des Ständestaates trafen Sozialdemokraten und Nationalsozialisten aufeinander. Für beide war der Austrofaschismus der Gegner. Diese Gemeinsamkeit sollte in der politischen Beurteilung ehemaliger Nationalsozialisten nach dem Zweiten Weltkrieg Auswirkungen haben.
Mit größerem zeitlichem Abstand wurde klar, dass die Widerstandskraft Österreichs gegen den Nationalsozialismus durch die Februarkämpfe und ihre Folgen entscheidend geschwächt wurde. Der diktatorische Staat konnte sich, späteren Schätzungen zufolge, nur mehr auf etwa ein Drittel aller Bürger stützen.

## Historische Rezeption
Die „Februarereignisse“ 1934 werden bis heute unterschiedlich eingeschätzt. Sprechen die einen vom Bürgerkrieg, so liegt anderen der Begriff Februaraufstand oder Februarkämpfe näher. Diese Divergenz beruht auf parteipolitischen Präferenzen oder auf unterschiedlichen Urteilen darüber, ob ganz Österreich, ein Großteil des Landes oder ein Großteil aller Bewohner involviert war oder ob es sich nur um Vorfälle in kleineren Teilen des Landes gehandelt hat, die nur einen kleineren Teil aller Österreicher betrafen.
Die Kämpfe sind im Wiener Heeresgeschichtlichen Museum im Detail dokumentiert. Ausgestellt sind Uniformen des Republikanischen Schutzbundes, der Heimwehren und der Ostmärkischen Sturmscharen, sowie die Tatwaffe von Schattendorf, ein aus einer österreichischen Infanteriewaffe umgearbeitetes Jagdgewehr. Angesengte Aktenstücke aus dem Justizpalast vom 15. Juli 1927 sowie eine der Feldkanonen 1918, mit der das Bundesheer auf die Wiener Gemeindebauten schoss, runden die permanente Ausstellung „Republik und Diktatur“ im Heeresgeschichtlichen Museum ab.
Der Historiker Kurt Bauer schloss 2014 ein Projekt ab, das das Ziel hatte, alle damals Getöteten namentlich zu erfassen. 2014 und 2019 erschienen seine Bücher zu diesem Thema.
2020 veröffentlichte der Historiker Hans-Peter Weingand die internen Berichte der KPÖ-Bezirksgruppen, die sich im Original in Moskau befinden und untersuchte die Auswirkungen der Ereignisse auf die Politik der Kommunistischen Internationale.
Seit dem Ende des Zweiten Weltkriegs gedachten SPÖ und ÖVP nur 1964 und 2014 gemeinsam der Ereignisse.